# Sanderson
Sanderson är en census designated place i den amerikanska delstaten Texas med en yta av 10,8 km² och en folkmängd som uppgår till 861 invånare (2000). Sanderson är administrativ huvudort i Terrell County. I närheten finns flygplatsen Terrell County Airport. Amtrak-tåg stannar endast vid behov i Sanderson.